# Matsuko Mawatari
Matsuko Mawatari [馬渡 松子] (Mimata, Miyazaki, 17 de Dezembro de 1967) é uma cantora e compositora japonesa de J-Pop.

## Biografia
No início dos anos 90 a cantora abriu o show do tour da banda japonesa Dreams Come True.
Em 1992, Matsuko tornou-se mundialmente conhecida com a canção Hohoemi no Bakudan - composta por ela - que é o tema de abertura do anime Yu Yu Hakusho. Além dela, ela também canta 3 dos 5 temas de encerramento da série, a saber: "Sayonara Bye Bye", "Homework ga Owaranai", e "Daydream Generation".
De 1997 a 2012, ela ficou de fora dos palcos musicais devido à uma doença. Neste tempo, ela trabalhou como instrutora vocal.
.

## Discografia
Matsuko já gravou quatorze álbuns, cinco por conta própria, Pit'a Pat.

## Álbuns de Estúdio

#### Aitashi Gakunari Gatashi(1992)
1. Aitashi Gakunari Gatashi
2. Kimi wa Ima Shinzo Yaburi
3. Fortuneteller
4. Tsuitekanai
5. Piripiri
6. Summer Dust
7. +, -, 0
8. Otoko Tomodachi
9. Engeru no Keisuu no Yoru
10. Homework ga Owaranai

#### Nice Unbalance(1993)
1. Nice Unbalance
2. Shiran Kao
3. Sayonara Bye-bye
4. Aimai na Kisetsu
5. P-U (Puuturou Mix)
6. Forgive me, my kah-chan
7. Glassica
8. Uso ga Kirai na Toki
9. Warui Mushi
10. Hohoemi no Bakudan
11. Rashiku mo Nai ne

#### Amachan(1994)
1. Amachan
2. Mr. Pressure (Remix)
3. Monkey Bites (Drivin' Ver.)
4. Majime ni Naru
5. Free
6. Ai o Semanaide
7. Ruisen no Kanata Kara
8. Motoi -motoi-
9. Zip
10. Kanashii Otona
11. Anata o Aishite Yamazu
12. Kokoro no Mama ni

#### Barabushuka(1995)
1. Barabushuka
2. Woman Woman
3. Mudai
4. Sanzan'na Koi o Shite mo
5. Hoshi no Kazu
6. Premonition
7. Omedetou ga Noshikakaru
8. Daydream Generation
9. Penaruti
10. Kaeritai (Remix)
11. Amachan (Omake special)

#### Pops(1997)
1. Clean on the Smile
2. Kagiri Aru Nichijo
3. P-U (time limit version)
4. Kaze no Katachi
5. Science of Love
6. Let's Be Human
7. Forest

#### A.MA.KA.KE.RU(2001)
1. Opening - A.MA.KA.KE.RU -
2. Eternal World
3. Michi no sekai - feel my way -
4. Yuki no hana
5. Kodō
6. CHAOS
7. Hikari no kakera
8. Eternal World - watashi tachi dake no sekai -
9. Otoboke
10. Seimei no baton
11. Fukamidori no kanata
12. Escape
13. Ribetsu
14. Mezame
15. Search for my friends
16. Eternal World - Forever my friends - Bonus Track
17. Eternal World (many thanks for my precious FRIENDS...)

#### Shinrabanshō(2001)
1. Sorataka
2. Dream'in - asayake
3. Starting Over
4. Closer to the Edge
5. City Noise
6. City Alone
7. JYA.JYA.N
8. Plain
9. A Storm - Big Trouble
10. Hole in
11. Big Bang Backwards
12. Shot!!
13. Tamayura
14. Uchū yūei
15. Hikari
16. Shin´en
17. Time Warm
18. Tenson kōrin
19. Asia
20. Dorankāmāchi
21. Night Walker
22. Moonbase
23. Live in a Dream
24. Pinball
25. Lesson - ame ga futte mo
26. Drive Back
27. Umi no hotori ni - Sea in the Sky

#### POPS+(2005)
1. CLEAN on the SMILE~Bunsan
2. Kagiri aru nichijō
3. P-U [time limit version]
4. Kaze no katachi
5. SIENCE OF LOVE
6. Let´s be human
7. Forest

[BONUS TRACKS]
1. Shikyūde itoshi teru
2. WHO
3. BEES WAX

#### re:Birth!(2008)
1. introduction~re:Birth!
2. Kimi wa ima shinzō yaburi
3. P-U
4. Sayonara bye bye
5. Amachan
6. Daydream Generation
7. Motoi - motoi -
8. Homework ga owaranai
9. Hohoemi no bakudan
10. Sanzan'na koi o shite mo
11. Anata o aishite yamazu

[BONUS TRACKS]
1. Sore ī Kamo Shin Nai

#### Kiseki (2012)
1. PC Dakegashitteiru
2. Precious
3. Netsu
4. Middle Voice
5. Kokorokoujou
6. Time On Time
7. B Gata
8. Only Place
9. Let Me Return Again
10. Air

#### The Best Of Mawatari Matsuko (2013)
1. Kaeritai
2. Tsuitekanai
3. Homework Ga Owaranai
4. Monkey Bites (Drivin' Ver.)
5. Amachan
6. Hohoemi No Bakudan
7. Sayonara Bye Bye
8. Aimai Na Kisetsu
9. Motoi -motoi-
10. P-U
11. Mr. Pressure
12. Kimi wa Ima Shinzo Yaburi
13. Sanzan'na Koi o Shite mo (Album Ver.)
14. Daydream Generation (Album Ver.)
15. Anata o Aishite Yamazu
16. Sore i Kamo Shin Nai（BAND STYLE Ver.）

#### SMILE☆POWER Instrumental M:Edition (2013)
1. Hohoemi No Bakudan (Back Track)
2. Homework Ga Owaranai - (Back Track)
3. Sayonara Bye Bye - (ULTIMATE ED. Back Track)
4. Daydream Generation - (Back Track)
5. Sore i Kamo Shin Nai - (BAND STYLE Ver. Back Track)

#### Break a Theory ~Enishi~ (2015)
1. Punk
2. What Made You Do ?
3. Free Life
4. Mirai no Seed
5. Risuku
6. Chain
7. Hikari no Mae Ni
8. Takoizu
9. Ashita e no Yoin
10. Smooth (feat DJ Meek)

#### Nektie on The Beat (2016)
Mini álbum part. Kurobuchi Bros.
1. Tight Crazy
2. Necktie on The Beat
3. Kirāchūn
4. Dakara Itsumo Walking
5. Dear South World - Querido Mundo do Sul

## Desempenho nas Paradas Musicais
| Ano  | Canção             | Parada Musical | Desempenho | Ref.  |
| ---- | ------------------ | -------------- | ---------- | ----- |
| 1992 | Hohoemi no Bakudan | Oricon         | #45        | [ 4 ] |
| 2005 | Hohoemi no Bakudan | Oricon         | #187       | [ 4 ] |

## Canais Oficiais
Pit'a Pat Peace by Music
Pitapat1031 さんのチャンネル